# Eleição municipal de Catalão (Goiás) em 2016
A eleição municipal de Catalão em 2016 foi realizada para eleger um prefeito, um vice-prefeito e 17 vereadores no município de Catalão, no estado brasileiro de Goiás. Foram eleitos Adib Elias e Jardel Sebba para os cargos de prefeito e vice-prefeito, respectivamente.
Seguindo a Constituição, os candidatos são eleitos para um mandato de quatro anos a se iniciar em 1º de janeiro de 2017. A decisão para os cargos da administração municipal, segundo o Tribunal Superior Eleitoral, contou com 65 342 eleitores aptos e 6 412 abstenções, de forma que 9.81% do eleitorado não compareceu às urnas naquele turno.

## Antecedentes
O prefeito eleito, Adib Elias, e o segundo candidato mais votado, Jardel Sebba, já vem travando disputas acirradas há muitos anos. Nas eleições de 2004 e 2008, Adib derrotou Jardel, e em 2012, Jardel derrotou Adib. Porém, Adib Elias, quatro anos após sua derrota teve o que podemos nomear de "ressureição política", onde teve seu prestígio de volta quando venceu a eleição de deputado estadual em 2014 com três vezes mais votos que Gustavo Sebba, filho de seu oponente. Adib Elias voltou a vencer Jardel Sebba pela terceira vez no ano de 2016.

## Campanha
Sobre o financiamento de sua campanha, Adib Elias arrecadou um total de R$ 519.240,63. Sendo R$ 316.520 em recursos de pessoas físicas, e R$ 202.720 em recursos próprios.

## Resultados

### Eleição municipal de Catalão em 2016 para Prefeito
A eleição para prefeito contou com 3 candidatos em 2016: Adib Elias Junior do Movimento Democrático Brasileiro (1980), Jardel Sebba do Partido da Social Democracia Brasileira, Camila Aparecida de Campos do Partido Socialismo e Liberdade que obtiveram, respectivamente, 37 561, 14 631, 3 357 votos. O Tribunal Superior Eleitoral também contabilizou 9.81% de abstenções nesse turno. 
| Candidato(a)                      | Vice                              | Coligação                                      | Votos recebidos | Percentual |
| --------------------------------- | --------------------------------- | ---------------------------------------------- | --------------- | ---------- |
| Adib Elias Junior (MDB)           | Joao Sebba Neto                   | Coragem para Reconstruir                       | 37561           | 67.62%     |
| Jardel Sebba (PSDB)               | Luciano Rodrigues da Costa        | O Trabalho Vai Continuar                       | 14631           | 26.34%     |
| Camila Aparecida de Campos (PSOL) | Valdivino Nunes dos Santos Junior | Partido Socialismo e Liberdade (sem coligação) | 3357            | 6.04%      |

### Eleição municipal de Catalão em 2016 para Vereador
Na decisão para o cargo de vereador na eleição municipal de 2016, foram eleitos 17 vereadores com um total de 55 616 votos válidos. O Tribunal Superior Eleitoral contabilizou 1 313 votos em branco e 2 001 votos nulos. De um total de 65 342 eleitores aptos, 6 412 (9.81%) não compareceram às urnas .
| Nome                           | Partido político                               | Coligação                     | Votos recebidos | Percentual |
| ------------------------------ | ---------------------------------------------- | ----------------------------- | --------------- | ---------- |
| Deusmar Barbosa da Rocha       | Movimento Democrático Brasileiro (MDB)         | Coragem Para Reconstruir I    | 1683            | 3.03%      |
| Rodrigo Alves Carvelo          | Solidariedade (SD)                             | Coragem Para Reconstruir I    | 1630            | 2.93%      |
| Gilmar Antonio Neto            | Movimento Democrático Brasileiro (MDB)         | Coragem Para Reconstruir I    | 1629            | 2.93%      |
| Helson Barbosa de Souza        | Movimento Democrático Brasileiro (MDB)         | Coragem Para Reconstruir I    | 1618            | 2.91%      |
| Vandeval Florisbelo de Aquino  | Movimento Democrático Brasileiro (MDB)         | Coragem Para Reconstruir I    | 1366            | 2.46%      |
| Arcilon de Sousa Filho         | Partido Social Democrático (PSD)               | Catalão no Caminho Certo      | 1327            | 2.39%      |
| Claudio Silva Lima             | Movimento Democrático Brasileiro (MDB)         | Coragem Para Reconstruir I    | 1303            | 2.34%      |
| Silvia Aparecida Rosa          | Partido Republicano da Ordem Social (PROS)     | Por Amor a Catalão            | 1253            | 2.25%      |
| Rosângela Santana Ferreira     | Partido da Social Democracia Brasileira (PSDB) | Catalão Não Pode Parar        | 1056            | 1.9%       |
| Pedro Henrique de Macedo Silva | Partido Social Democrático (PSD)               | Catalão no Caminho Certo      | 1000            | 1.8%       |
| Marcelo Rodrigues Mendonça     | Rede Sustentabilidade (REDE)                   | Catalão Não Pode Parar        | 985             | 1.77%      |
| Paulo Moreira do Vale          | Democratas (DEM)                               | Coragem Para Reconstruir II   | 984             | 1.77%      |
| Leonardo Costa Bueno           | Partido Socialista Brasileiro (PSB)            | Catalão Não Pode Parar        | 970             | 1.74%      |
| Jair Humberto da Silva         | Partido Republicano da Ordem Social (PROS)     | Por Amor a Catalão            | 683             | 1.23%      |
| Marcos Antonio Inacio          | Partido Republicano Progressista (PRP)         | Coragem Para Reconstruir II   | 636             | 1.14%      |
| Luiz Socorro Moreira           | Partido Republicano Brasileiro (PRB)           | Catalão, Trabalho e Juventude | 568             | 1.02%      |
| Cleuber José Vaz               | Partido Trabalhista Cristão (PTC)              | Coragem Para Reconstruir III  | 548             | 0.99%      |

## Análise
Pela terceira vez, Adib Elias Junior (MDB) e Jardel Sebba (PSDB) disputaram a prefeitura de Catalão, e no ano de 2016, Adib levou a vitória e se tornou prefeito da cidade.
A vitória foi muito significativa para o candidato do MDB, pois venceu com muitos votos a mais do que seu adversário, o que nunca havia acontecido com anos de disputas acirradas.